# Дачнівська сільська рада
Да́чнівська сільська́ ра́да — адміністративно-територіальна одиниця та орган місцевого самоврядування у складі Судацької міської ради Автономної Республіки Крим. Адміністративний центр — село Дачне.

## Загальні відомості
- Населення ради: 3 035 осіб (станом на 2001 рік)

## Населені пункти
Сільській раді були підпорядковані населені пункти:
- с. Дачне
- с. Лісне

## Склад ради
Рада складалася з 20 депутатів та голови.
- Голова ради: Романова Людмила Олександрівна
- Секретар ради: Шипілова Тетяна Петрівна

### Керівний склад попередніх скликань
| Прізвище, ім'я, по батькові    | Основні відомості                                                          | Дата обрання | Дата звільнення |
| ------------------------------ | -------------------------------------------------------------------------- | ------------ | --------------- |
| Оліфир Віктор Миколайович      | Сільський голова, 1967 року народження, член Соціалістичної партії України | 26.03.2006   | 01.02.2008      |
| Романова Людмила Олександрівна | Сільський голова, 1955 року народження, освіта вища, член Партії регіонів  | 11.06.2008   | 31.10.2010      |
| Романова Людмила Олександрівна | Сільський голова, 1955 року народження, освіта вища, член Партії регіонів  | 31.10.2010   |                 |

Примітка: таблиця складена за даними сайту Верховної Ради України

### Депутати
За результатами місцевих виборів 2010 року депутатами ради стали:

#### За суб'єктами висування
| Суб'єкт висування | Кількість обраних депутатів | %  |
| ----------------- | --------------------------- | -- |
| Самовисування     | 11                          | 55 |
| Партія регіонів   | 9                           | 45 |

#### За округами
| № округу        | Прізвище, ім'я, по батькові     | Дата визнання обраним | Освіта  | Партійна приналежність                  | Відомості про обраного депутата                      |
| --------------- | ------------------------------- | --------------------- | ------- | --------------------------------------- | ---------------------------------------------------- |
| Партія регіонів |                                 |                       |         |                                         |                                                      |
| 1               | Орлов Олексанр Васильович       | 05.11.2010            | середня | член Партії регіонів                    | тимчасово не працює                                  |
| 4               | Шипілова Тетяна Петрівна        | 05.11.2010            | вища    | член Партії регіонів                    | Дачнівська сільська рада, землевпорядник             |
| 5               | Ковальчук Тамара Георгіївна     | 05.11.2010            | вища    | член Партії регіонів                    | Дачнівська сільська рада, фахівець ВУС               |
| 7               | Дробязова Людмила Ігоревна      | 05.11.2010            | вища    | член Партії регіонів                    | КП КА «Новий Світ», директор                         |
| 9               | Дубина Валентина Василівна      | 05.11.2010            | середня | член Партії регіонів                    | ДП "ЗШВ «Новий Світ», робоча                         |
| 11              | Кучурян Наталія Аурелівна       | 05.11.2010            | вища    | член Партії регіонів                    | Дачнівська бібліотека, бібліотекар                   |
| 15              | Баженов Олександр Олекійович    | 05.11.2010            | вища    | член Партії регіонів                    | ДП «Судак», головний інженер                         |
| 18              | Ензель Володимир Володимирович  | 05.11.2010            | вища    | член Партії регіонів                    | Судацьке ГЛОХ, лісничий                              |
| 19              | Сафронов Юрій Іванович          | 05.11.2010            | середня | член Партії регіонів                    | фельдшерсько-акушерський пункт с. Лісне, фельдшер    |
| Самовисування   |                                 |                       |         |                                         |                                                      |
| 2               | Чернявська Тетяна Василівна     | 05.11.2010            | вища    | член Партії регіонів                    | Дачнівська загальноосвітня школа, вчитель            |
| 3               | Шидловський Володимир Антонович | 05.11.2010            | середня | член Партії регіонів                    | пенсіонер                                            |
| 6               | Раздобурдіна Наталя Миколаївна  | 05.11.2010            | вища    | член Партії регіонів                    | Дачнівська загальноосвітня школа, вчитель            |
| 8               | Яг'яєв Яг'я Ібрамович           | 05.11.2010            | середня | позапартійний                           | тимчасово не працює                                  |
| 10              | Зазибов Вадим Вікторович        | 05.11.2010            | середня | член Політичної партії «Сильна Україна» | ДП «Судак», слюсар                                   |
| 12              | Аблітаров Рєшат Абкадирович     | 05.11.2010            | вища    | позапартійний                           | Судацький ОКДЮСШ, викладач                           |
| 13              | Анісімов Михайло Вікторович     | 05.11.2010            | вища    | член Партії регіонів                    | Судацька загальноосвітня школа № 2, вчитель          |
| 14              | Шпорт Роман Михайлович          | 05.11.2010            | вища    | позапартійний                           | ПП «Фортеця Крим», директор                          |
| 16              | Шевляков Ігор Іванович          | 05.11.2010            | середня | позапартійний                           | пансіонат «Львівський залізничник», програміст       |
| 17              | Дьомушкіна Тамара Олексіївна    | 05.11.2010            | середня | член Партії регіонів                    | пенсіонер                                            |
| 20              | Алієва Зарєма Абубекірівна      | 05.11.2010            | середня | член Партії регіонів                    | Судацьке територіальне медичне об'єднання, медсестра |